# Georges Ier de Mingrélie
Pour les articles homonymes, voir Georges Ier.
Georges Ier de Mingrélie ou Georges Ier Dadiani (géorgien : გიორგი I დადიანი; mort en 1323) est un membre de la lignée des Dadiani qui est  eristavi (c'est-à-dire : duc) d'Odishi en Géorgie occidentale au début du XIVe siècle jusqu'à sa mort.

## Biographie
La principale source sur Georges Dadiani est l'historien du début du XVIIIe siècle le prince Vakhoucht Bagration, qui n'indique pas son origine; les sources primaires le concernant ayant été perdues. Giorgi Dadiani est également connu par des inscriptions non datées, en écriture asomtavruli géorgienne provenant d'Odishi, qui permettent la reconstitution de sa généalogie. Il est le fils du mandaturt-ukhutsesi (Seigneur Haut-Sénéchal) Tsotne Dadiani et de son épouse Khuashak, fille de Bega II Surameli, eristavi de Kartli, il a deux frères nommés, Ioane et Erashahr
Georges Ier est également représenté dans une fresque sur le mur nord de la cathédrale de Khobi (ka), sa propre fondation avec une marquette de l'église entre ses mains. Une inscription l'identifie comme un mandaturt-ukhutsesi. Georges est également mentionné dans deux  agapes du monastère de la Croix à Jérusalem
Georges Dadiani exerçait son autorité sur ses domaines patrimoniaux d'Odishi la future Principauté de Mingrélie, à l'époque ou le royaume de Géorgie, subissait la lourde domination des Ilkhans mongols, génératrice de divisions politiques et il a de ce fait été impliqué dans une série de conflit internes. La partie occidental du royaume l'Iméréthie, dans laquelle l'Odishi était incluse doit faire face à sa propre guerre civile entre les successeurs du roi  David Narin: Constantin et Michel,. 
Georges Dadiani met à profit ces désordres pour affirmer sa propre autonomie. Il en s'empare du duché  Tskhumi et de la région côtière de la mer Noire en Abkhazie jusqu'à Anacopia. Selon Vakhoucht, Georges Ier meurt en 1323 et il a comme successeur son fils Mamia Ier Dadiani,.